# Toirrdelbach mac Ruaidri
 Toirrdelbach mac Ruaidrí Ua Conchobair  (mort en 1234)  est  anti-roi de Connacht en 1225 puis co-roi de  1228 à 1230.

## Origine
Toirrdelbach mac Ruaidri  est le  3e fils de l'Ard ri Erenn Ruaidri Ua Conchobair et l’aîné d'Áed mac Ruaidri Ua Conchobair 

## Règne
En 1225 une grande révolte éclate contre  Áed mac Cathail Ua Conchobair  elle est menée par Toirdelbach et Áed, deux fils de Ruaidri Ua Conchobair appuyés par Áed Méith roi de Tir Éogain, dans le but de le déposséder de la royauté et de 
l'attribuer à  Toirdelabach l’aîné des deux frères. Cette révolte a pour origine Donn Óg mac Airechtaig, un chef d'une lignée royale du Síl Muiredaig, qui voulait se venger de la confiscation de son patrimoine. La révolte embrase la quasi-totalité du Connacht c'est-à-dire le Sil Muredaig et l'ouest de la province dirigé par Áed Ua Flaithbertaig. Seul Cormac mac Tomaltach Mac Diarmata (Mac Dermot)  se tient à l'écart. 
Áed mac Cathail se réfugie à Athlone et lors d'une cour il obtient l'appui des « Étrangers » c'est-à-dire des anglo-normands et du Lord justicier d'Irlande Geoffroy de Mareys ou de Marisco  mais aussi de Donnchad Cairbech O' Brien et de Ua Mailsechlainn. Les fils de Ruaidri sont finalement vaincu ils doivent chercher refuge chez leur allié  Áed Ua Flaithbertaig est le dernier à faire sa soumission et conclure la paix afin de préserver leurs gens et leurs troupeaux.
En 1228 après le meurtre d'Áed mac Cathail Ua Conchobair la guerre éclate pour prendre le trône entre les deux frère  Toirrdelbach et Áed ,  fils de Ruaidri Ua Conchobair, car le plus jeune n'avait « aucun respect pour son aîné »; le Connacht est une nouvelle fois dévastée avant qu'Áed finisse par s'imposer
Deux ans plus tard à l'instigation de Donn Óg mac Donnchada Mac Airechtaig et de Comarc Mac Diarmata Áed se retourne contre les Mac William Burke et les Étrangers du Connacht qui s'empressent de proposer le titre royal à Felim mac Cathal Crobderg Ua Conchobair il est proclamé roi après de nouveaux combats, la mort de Donn Óg et le bannissement d'Áed et de Toirrdelbach  ce dernier meurt quatre ans plus tard.

## Postérité
Toirrdelbach mac Ruaidri laisse un fils:
- Brian mac Toirrdelbaig († 1267) anti-roi de Connacht en 1236-1237.

## Sources
- (en) T.W Moody, F.X. Martin, F.J. Byrne A New History of Ireland IX Maps, Genealogies, Lists. A companion to Irish History part II . Oxford University Press réédition 2011  (ISBN 9780199593064). « O'Connors Ó Conchobhair Kings of Connacht 1183-1474  » p. 223-225 et généalogie n°28 et 29 (a)  p. 158-159.
- (en) Goddard Henry Orpen (Introduction de Seán Duffy), Ireland under the Normands 1169-1333, vol. III, Dublin, Four Courts Press (réédition), 2005, 633 p. (ISBN 9781846828188), p. 361-376 The Conquest of Connaught 1224-37